# Bombay Talkie
Ne doit pas être confondu avec Bombay Talkies ou Bombay Talkies (film, 2013).
Pour plus de détails, voir Fiche technique et Distribution.
Bombay Talkie est un film dramatique américain écrit et réalisé par James Ivory et sorti en 1970. 

## Fiche technique
- Titre original : Bombay Talkie
- Titre français : Bombay Talkie
- Réalisation : James Ivory
- Scénario : Ruth Prawer Jhabvala, James Ivory
- Photographie : Subrata Mitra
- Montage : David Gladwell
- Musique : Jaikishan Dayabhai Panchal, Shankarsingh Raghuwanshi (connus comme Shankar–Jaikishan (en))
- Pays d'origine : États-Unis
- Langue originale : anglais
- Format : couleur
- Genre : dramatique
- Durée : 112 minutes
- Dates de sortie :
  - États-Unis : 18 novembre 1970 (New York)

## Distribution
- Shashi Kapoor : Vikram
- Jennifer Kendal : Lucia Lane
- Zia Mohyeddin : Hari
- Aparna Sen : Mala
- Utpal Dutt : Bose
- Nadira : Anjana Devi
- Pinchoo Kapoor : Swamiji
- Helen : Heroine in Gold
- Usha Iyer : Cabaret Singer
- Ruby Mayer : Gopal Ma (comme Sulochana)
- Prayag Raj : Director (comme Prayag Raaj)
- David Gladwell : Ashram Inmates
- Ismail Merchant : Fate Machine Producer